# Моцзинь: Долина червя
Моцзинь: Долина червя (англ. Mojin: The Worm Valley, кит. «云南虫谷») — китайский приключенческий фильм 2018 года, основанный на популярной серии романов Ghost Blows Out the Light (кит. «鬼吹灯»), написанной Чжан Муэ. Режиссёром фильма выступил Син Фэй. Съёмки проходили в различных локациях Китая, включая провинцию Юньнань, известную своими живописными пейзажами и богатой историей.

## Сюжет
Фильм основан на третьем томе серии Ghost Blows Out the Light под названием «Долина червя в Юннань» (англ. Yunnan Insect Valley, кит. 云南虫谷). Многие столетия назад злая китайская принцесса по имени Цзинцзюэ наказывала всех своих врагов проклятой отметиной призрачного глаза на плече, из-за которой носитель не доживал до 40 лет и умирал мучительной смертью. Проклятие, передающееся по наследству от родителя к ребенку, может быть снято лишь Небесным фолиантом из кости дракона и сферой Му Чена. В наши дни группа из пяти молодых исследователей во главе с легендарным исследователем гробниц Ху Байи отправляется на поиск двух упомянутых артефактов, которые должны находиться в гробнице императора Сяня, и оказывается на опасном острове, населённом чудовищными существами, среди которых гигантский бессмертный червь. Вместе с командой, включая Ширли Янг и Ван Кайсюаня, он сталкивается с множеством опасностей и загадок, стремясь раскрыть древние тайны и преодолеть смертельные ловушки.

## В ролях
- Цай Хэн — Ху Байи
- Гу Сюань — Ширли Янг
- Ю Хэн — Ван Кайсюань
- Марк Ма — Цзинь Я / Золотой Зуб
- Чжан Луяо и Лю Юаньюань — Принцесса Цзинцзюэ
- Чэн Тайшэн — Профессор Сунь
- Цун-Хуа То — Чэнь Юкоу / Слепой Чэнь
- Чэнь Юси — Чжоу Линлун
- Сюй Лу — Цай Юн
- Юнь'эр Чжу — Кун Цюэ
- Чи-Хи-Вэй Тан — Чжоу Дзюэ

## Релиз и отзывы
Премьера фильма состоялась в Китае в декабре 2018 года. Фильм получил смешанные отзывы критиков. Некоторые отмечали захватывающие сцены с монстрами и визуальные эффекты, в то время как другие критиковали слабую проработку персонажей и сюжета. Обозреватель сайта Blood Brothers Films отметил, что фильм представляет собой последовательность случайных сцен с монстрами, объединенных слабым сюжетом и клишированными персонажами.